# تپه چال آو
تپه چال آو مربوط به عصر مفرغ است و در شهرستان دالاهو، بخش مرکز ی، دهستان حومه، ۲/۲ کیلومتری جنوب غربی روستای گاودانه خور واقع شده و این اثر در تاریخ ۲۷ اسفند ۱۳۸۶ با شمارهٔ ثبت ۲۲۳۱۸ به‌عنوان یکی از آثار ملی ایران به ثبت رسیده است.